# Bhawanipatna
Bhawanipatna là một thành phố và khu đô thị của quận Kalahandi thuộc bang Orissa, Ấn Độ.

## Địa lý
Bhawanipatna có vị trí 19°54′B 83°10′Đ / 19,9°B 83,17°Đ Nó có độ cao trung bình là 248 mét (813 foot).

## Nhân khẩu
Theo điều tra dân số năm 2001 của Ấn Độ, Bhawanipatna có dân số 60.745 người. Phái nam chiếm 52% tổng số dân và phái nữ chiếm 48%. Bhawanipatna có tỷ lệ 70% biết đọc biết viết, cao hơn tỷ lệ trung bình toàn quốc là 59,5%: tỷ lệ cho phái nam là 78%, và tỷ lệ cho phái nữ là 61%. Tại Bhawanipatna, 12% dân số nhỏ hơn 6 tuổi.